# Алгоритмы построения отрезка

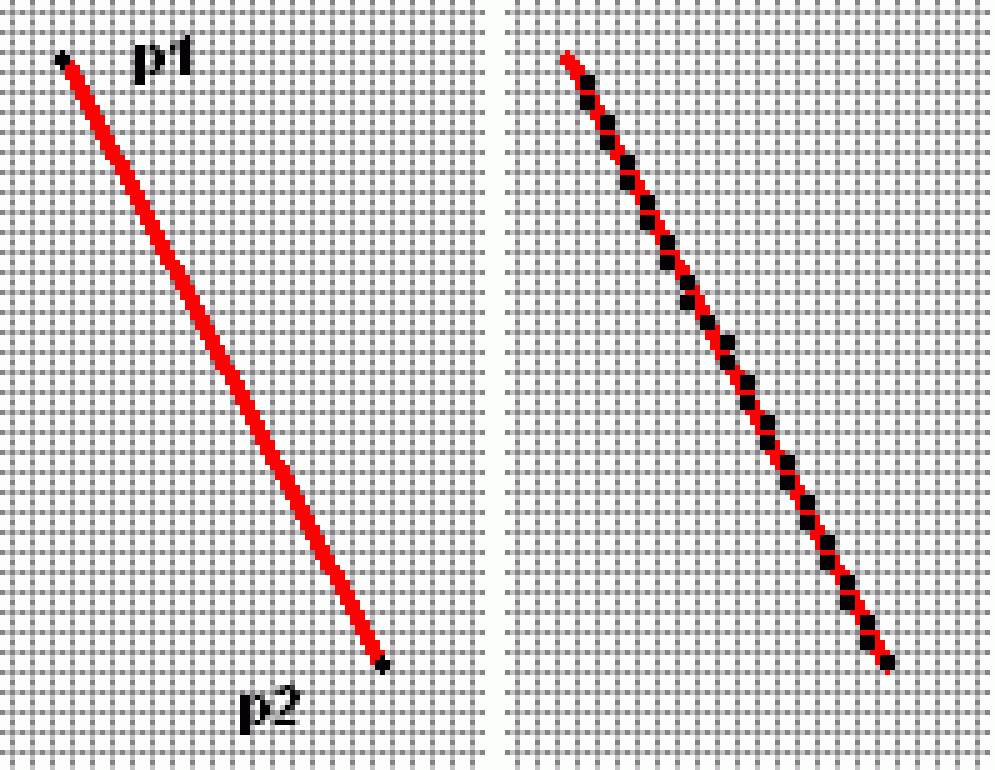
Идеальная линия и результат разложения в растр

Алгоритмы построения отрезка — графические алгоритмы приближённого построения (растеризации) отрезка на дискретном графическом устройстве, например, мониторе или принтере.
Стандартными требованиями к алгоритмам являются скорость работы, равномерная яркость и прямой вид полученных отрезков, совпадение начальных и конечных координат полученной и идеальной линии.
Для дискретного устройства данные требования для большого класса отрезков (кроме горизонтальных, вертикальных и наклонённых под углом 45° отрезков) невыполнимы. Отрезок нельзя провести из одной точки в другую однозначно, начало и конец отрезка имеют координаты ближайших к ним пикселов, расстояние между пикселами диагональных отрезков больше, чем между пикселами вертикальных и горизонтальных.

## Список алгоритмов рисования отрезков
- Алгоритм DDA-линии — простой алгоритм, использующий вещественную арифметику.
- Алгоритм Брезенхэма — оптимизированный алгоритм, использующий целочисленную арифметику и только операции сложения и вычитания.
- Алгоритм Ву — модифицированный алгоритм Брезенхэма, обеспечивающий сглаживание.